# Cats
Cats es un musical compuesto por Andrew Lloyd Webber a partir de la colección de poemas Old Possum's Book of Practical Cats de T. S. Eliot. Su trama gira en torno a la tribu de los gatos Jélicos durante la noche en que toman «la elección jelical» y deciden cuál de ellos renacerá en una nueva existencia. Entre sus famosas canciones destaca el tema «Memory», que se ha convertido en un clásico y ha sido versionado por múltiples artistas.
Dirigido por Trevor Nunn y coreografiado por Gillian Lynne, el musical debutó en 1981 en el West End y un año después llegó a Broadway, ganando numerosos premios entre los que se incluyen el Olivier y el Tony al mejor musical. La producción original londinense se representó durante veintiún años y la neoyorquina durante dieciocho, estableciendo ambas un nuevo récord. Las actrices Elaine Paige y Betty Buckley, quienes originaron el personaje de Grizabella en Londres y Broadway respectivamente, están especialmente asociadas con este musical.
Cats ocupa el quinto puesto en la lista de espectáculos de mayor permanencia en cartel en la historia de Broadway y el octavo en la del West End. Además, se ha estrenado en numerosos países a lo largo de todo el mundo y ha sido traducido a multitud de idiomas. En 2019 fue llevado a la gran pantalla bajo la dirección de Tom Hooper.

## Argumento

### Acto I
Medianoche, todo duerme en silencio. De pronto se escucha el sonido de un automóvil y una gata se esconde espantada. Uno a uno van apareciendo otros gatos y se ponen a recitar sus cualidades, aficiones y particularidades. Todo esto ocurre en el basurero de los gatos Jélicos («Jellicle Songs for Jellicle Cats»). Los felinos siguen su introducción hasta que repentinamente son alertados por alguien que lanza una bota vieja. Los gatos se dan cuenta de que un humano los está observando y parece sorprendido, así que deciden explicar lo que es un gato Jélico. A través de la canción «The Naming of Cats» van relatando que un gato posee tres nombres diferentes: el primero es el nombre que le ponen sus dueños, el segundo es un nombre personal, único e individual, y el tercero es el nombre secreto que ningún Jélico puede revelar.
La gata blanca Victoria se aleja del grupo e interpreta su solo de ballet, propio de una experta bailarina. Mr. Mistoffelees invita a todos al baile jelical («The Invitation to the Jellicle Ball») y Munkustrap relata que el viejo Deuteronomio llevará a cabo la elección del gato que ascenderá al Heaviside Layer y pasará a una nueva vida jelical. La primera en contar su historia es Jenyanydots, la gata más maternal y buena de toda la tribu, y lo hace muy animadamente, a ritmo de jazz y swing («The Old Gumbie Cat»).
Ahora es el turno del rockero Rum Tum Tugger, que llega asustando a los gatos adultos y volviendo locas a las hembras más jóvenes. Tugger es un ídolo para las gatas Jélicas, sobre todo para Etcétera, quien no lo deja solo ni un instante. Se presenta a sí mismo como el gato más mañoso, inconformista y molesto de todos («The Rum Tum Tugger»).
De repente la música cesa y entra Grizabella. Los gatos más pequeños tratan de tocarla, pero son bruscamente apartados por los adultos. Grizabella no es bienvenida. Demeter y Bombalurina cuentan su historia, de cómo un día dejó la tribu para explorar el mundo real, pero la vida no fue amable con ella y ahora es una marginada. Lentamente se va, cojeando y en silencio («Grizabella, the Glamour Cat»).
Después llega Bustopher Jones, un gato refinado de la ciudad e inmensamente gordo, miembro de muchos clubes y conocedor de los restaurantes más sofisticados («Bustopher Jones: The Cat About Town»). De pronto, un golpe fuerte asusta a todos y Demeter grita «¡Macavity!». A continuación aparecen Mungojerrie y Rumpleteazer, una pareja de célebres gatos ladrones que siempre andan metiéndose en problemas y haciendo fechorías a las familias humanas («Mungojerrie and Rumpleteazer»).
Mistoffelees olisquea el aire y enseguida advierte que se acerca Deuteronomio, el gato más anciano de la tribu y líder de los Jélicos. Munkustrap y Tugger comienzan a cantar su canción, relatando que ha enterrado a nueve esposas, mientras su descendencia crece y se expande («Old Deuteronomy»).
Para entretener a Deuteronomio los gatos representan una pequeña puesta en escena sobre el encuentro entre dos clanes de perros rivales, los Pekis y los Pólicos, enemigos a muerte. Los Jélicos se disfrazan de perros con cajas de cartón en sus patas y cabezas, y empiezan a ladrar hasta que interviene el superhéroe Rumpus Cat («The Awefull Battle of the Pekes and the Pollicles»).
Después, todos se van reuniendo en torno al viejo Deuteronomio para celebrar el baile jelical («The Jellicle Ball»), dando rienda suelta al desenfreno que contienen durante todo un año de intensa espera.
Al final del primer acto reaparece Grizabella. Recibida con el mismo desprecio que la vez anterior, la gata recuerda a la luz de la luna los tiempos en los que conoció la felicidad («Memory»).

### Acto II
Los gatos se reúnen de nuevo y Deuteronomio reflexiona sobre el significado de la felicidad, seguido de Jemima (Sillabub en algunas producciones), quien interpreta una canción de esperanza para Grizabella («The Moments of Happiness»).
Ahora aparece en escena Jellylorum, una hembra adulta que acompaña a Gus, un gato anciano que en su juventud fue actor. Gus recuerda su pasado lleno de éxitos teatrales («Gus: The Theatre Cat»), y les cuenta a los gatos que él hizo historia interpretando al pirata Growltiger («Growltiger's Last Stand»). En contraste a la melancolía de Gus, llega Skimbleshanks, el gato del tren. Durante su alegre canción, los gatos construyen una locomotora de chatarra, mientras Skimble presume orgulloso de velar para que el tren nocturno salga puntual («Skimbleshanks: The Railway Cat»).
Otra vez se escucha un golpe muy fuerte... ¡es Macavity! Su risa malvada anuncia su llegada y, mientras todos los gatos huyen despavoridos, el viejo Deuteronomio es secuestrado. Bombalurina y Demeter cuentan todo lo que saben sobre Macavity, ya que al parecer en el pasado tuvieron algún tipo de relación con él («Macavity: The Mystery Cat»). Luego aparecen nuevamente sus secuaces, esta vez liberando a Deuteronomio, pero Demeter descubre que es Macavity disfrazado y alerta a los otros gatos. Desenmascarada la farsa, Macavity ataca a Demeter. Munkustrap y Alonzo vienen en su auxilio y comienzan a pelear. La lucha finaliza con Macavity escabulléndose y dejando a todo el callejón sin luz. Los gatos deciden buscar a Deuteronomio.
Rum Tum Tugger trae la esperanza al invocar a Mr. Mistoffelees, el gato ilusionista. Mientras Tugger interpreta una canción, Mistoffelees baila vestido de mago, restableciendo la luz de nuevo («Mr. Mistoffelees»). Pero lo mejor viene luego, cuando haciendo gala de sus fantásticos poderes, ejecuta un magnífico truco de ilusionismo y trae de vuelta al viejo Deuteronomio. Todos los Jélicos aplauden.
Por fin es el momento de saber quién es el elegido que ascenderá al Heaviside Layer y pasará a una nueva vida jelical. Jemima canta una vez más su canción de esperanza para Grizabella, cuando esta aparece de nuevo. Victoria trata de tocarla, pero es apartada por los otros gatos. Grizabella comienza su emotiva canción «Memory», pero se derrumba y no puede seguir. Entonces Jemima continúa por ella y le da fuerzas para poder finalizarla. Esta vez los gatos se compadecen de Grizabella y la aceptan de nuevo en la tribu. Munkustrap le sonríe y guía su mano hacia la del viejo Deuteronomio, haciéndole entender que ella es la elegida para subir al Heaviside Layer. Comienza entonces su ascensión mientras todos los demás lo celebran («The Journey to the Heaviside Layer»). Grizabella ya encontró la felicidad.
Ahora que se conoce un poco más acerca de los gatos, Deuteronomio interpreta una canción explicando que se les debe tratar con respeto («The Ad-Dressing of Cats»). La luna empieza a bajar y comienza un nuevo día. La celebración Jelical ha terminado.

## Producciones

### West End
1981
Cats tuvo su première mundial el 11 de mayo de 1981 en el New London Theatre del West End (actual Gillian Lynne Theatre). Inicialmente Judi Dench iba a interpretar el papel de Grizabella, pero una lesión en el tendón de Aquiles la apartó del proyecto y tuvo que ser sustituida por Elaine Paige, quien solo dispuso de unos días para ensayar antes de que comenzasen las funciones previas. El resto del reparto principal lo completaron Brian Blessed como Deuteronomio y Bustopher Jones, Jeff Shankley como Munkustrap, Wayne Sleep como Mistoffelees, Paul Nicholas como Rum Tum Tugger, Sharon Lee Hill como Demeter, Geraldine Gardner como Bombalurina, Myra Sands como Jennyanydots, Stephen Tate como Gus, Susan Jane Tanner como Jellylorum, Sarah Brightman como Jemima, Finola Hughes como Victoria, John Thornton como Mungojerrie y Macavity, Bonnie Langford como Rumpleteazer y Kenn Wells como Skimbleshanks.
La producción corrió a cargo de Cameron Mackintosh y The Really Useful Group, con dirección de Trevor Nunn, coreografía y dirección asociada de Gillian Lynne, diseño de escenografía y vestuario de John Napier, diseño de iluminación de David Hersey, diseño de sonido de Abe Jacob, orquestaciones de David Cullen y el propio Lloyd Webber, y dirección musical de Julian Bigg y David Firman. En total se llevaron a cabo 8 949 funciones, siendo la despedida definitiva de los escenarios londinenses el 11 de mayo de 2002, el mismo día en que el espectáculo celebraba su vigésimo primer aniversario. La última representación fue retransmitida en una pantalla gigante en Covent Garden para todos aquellos fans que no habían podido conseguir una entrada. Cats mantuvo el primer puesto en la lista de musicales de mayor permanencia en cartel en la historia de Londres hasta el 8 de octubre de 2006, fecha en la que fue superado por Los miserables.
2014
La segunda vez que Cats pudo verse en la capital británica fue en el London Palladium, durante una temporada limitada de veinte semanas entre el 11 de diciembre de 2014 y el 25 de abril de 2015. La producción reutilizó parte de la compañía que había girado por Europa ese mismo año e introdujo modificaciones en la escenografía y el vestuario de John Napier, con nuevas caracterizaciones para algunos personajes como Grizabella, Rum Tum Tugger o Growltiger. También se revisaron ciertos pasajes musicales, siendo el cambio más significativo en la canción «The Rum Tum Tugger», que incorporó fragmentos de rap para ajustarse a la nueva estética hip hop del gato Tugger.
Nicole Scherzinger estuvo al frente del elenco en el papel de Grizabella, junto a Nicholas Pound como Deuteronomio, Callum Train como Munkustrap, Joseph Poulton como Mistoffelees, Antoine Murray-Straughan como Rum Tum Tugger, Zizi Strallen como Demeter, Charlene Ford como Bombalurina, Laurie Scarth como Jennyanydots, Paul F Monaghan como Bustopher Jones y Gus, Clare Rickard como Jellylorum, Natasha Mould como Jemima, Hannah Kenna Thomas como Victoria, Benjamin Yates como Mungojerrie, Dawn Williams como Rumpleteazer, Ross Finnie como Skimbleshanks, Cameron Ball como Macavity y Sophia Ragavelas como alternante de Grizabella.
2015
Debido al éxito obtenido en Londres durante el año anterior, Cats ofreció una nueva serie de representaciones en el London Palladium entre el 27 de octubre de 2015 y el 2 de enero de 2016. En esta ocasión, Beverley Knight fue la encargada de ponerse en la piel de Grizabella, acompañada de Adam Linstead como Deuteronomio, Matt Krzan como Munkustrap, Mark John Richardson como Mistoffelees, Marcquelle Ward como Rum Tum Tugger, Anna Woodside como Demeter, Emma Lee Clark como Bombalurina, Jane Quinn como Jennyanydots, Paul F Monaghan como Bustopher Jones y Gus, Clare Rickard como Jellylorum, Tarryn Gee como Jemima, Hannah Kenna Thomas como Victoria, Harry Francis como Mungojerrie, Georgie Leatherland como Rumpleteazer, Evan James como Skimbleshanks, Javier Cid como Macavity y Madalena Alberto como alternante de Grizabella.

### Broadway
1982
Cats debutó en Broadway el 8 de octubre de 1982 en el Winter Garden Theatre, con un presupuesto de 5,5 millones de dólares y un elenco liderado por Betty Buckley como Grizabella, Ken Page como Deuteronomio, Harry Groener como Munkustrap, Timothy Scott como Mistoffelees, Terrence Mann como Rum Tum Tugger, Wendy Edmead como Demeter, Donna King como Bombalurina, Anna McNeely como Jennyanydots, Stephen Hanan como Bustopher Jones y Gus, Bonnie Simmons como Jellylorum, Whitney Kershaw como Sillabub, Cynthia Onrubia como Victoria, René Clemente como Mungojerrie, Christine Langner como Rumpleteazer, Reed Jones como Skimbleshanks y Kenneth Ard como Macavity. La mayoría del equipo creativo se mantuvo respecto al del West End, destacando las incorporaciones de Martin Levan en el diseño de sonido y Stanley Lebowsky en la dirección musical.
El 19 de junio de 1997, Cats se convirtió en el espectáculo de mayor permanencia en cartel en la historia de Broadway, después de alcanzar las 6 138 representaciones. La producción bajó el telón por última vez el 10 de septiembre de 2000, con un total de 7 485 funciones realizadas. Posteriormente, su récord fue superado por El fantasma de la ópera, Chicago, El rey león y Wicked, y en la actualidad continúa en quinta posición. La actriz Marlene Danielle, quien formó parte del reparto original como suplente de varios personajes, permaneció en la obra durante toda su andadura, desde 1982 hasta 2000.
2016
El primer revival neoyorquino se estrenó el 31 de julio de 2016 en el Neil Simon Theatre de Broadway, protagonizado por Leona Lewis como Grizabella, Quentin Earl Darrington como Deuteronomio, Andy Huntington Jones como Munkustrap, Ricky Ubeda como Mistoffelees, Tyler Hanes como Rum Tum Tugger, Kim Fauré como Demeter, Christine Cornish Smith como Bombalurina, Eloise Kropp como Jennyanydots, Christopher Gurr como Bustopher Jones y Gus, Sara Jean Ford como Jellylorum, Arianna Rosario como Sillabub, Georgina Pazcoguin como Victoria, Jess LeProtto como Mungojerrie, Shonica Gooden como Rumpleteazer, Jeremy Davis como Skimbleshanks y Daniel Gaymon como Macavity. En un principio estaba previsto que, al igual que en Londres, Nicole Scherzinger interpretase el papel de Grizabella. Sin embargo, poco antes de comenzar los ensayos, la cantante declinó la oferta para unirse al jurado del talent show británico The X Factor.
El montaje incorporó parte de los cambios introducidos en la reposición londinense de 2014, aunque con algunas diferencias como la vuelta a la caracterización clásica del gato Tugger o la omisión del número musical «Growltiger's Last Stand», que fue sustituido por una variación de «The Awefull Battle of the Pekes and the Pollicles» en la que Gus se ponía en la piel de Rumpus Cat. Además, el equipo artístico contó con varios nombres nuevos, incluyendo a Andy Blankenbuehler en la coreografía, Natasha Katz en el diseño de iluminación y Mick Potter en el diseño de sonido.
Después de diecisiete meses en cartel, el espectáculo se despidió definitivamente el 30 de diciembre de 2017, tras haber realizado 593 funciones regulares y 16 previas.

### México
1991
La première mundial en idioma español tuvo lugar el 19 de abril de 1991 en el Teatro Silvia Pinal de Ciudad de México, de la mano de Televisa. La puesta en escena fue una réplica del montaje original, con letras adaptadas al español por Marco Villafán en una versión que modificaba los nombres de los personajes para hacerlos más cercanos al espectador mexicano. El título no se tradujo. Los productores hicieron una encuesta para saber si al público le gustaría que el musical se llamase Gatos y la respuesta en favor de mantener el original en inglés fue unánime.
El elenco estuvo encabezado por María del Sol como Grizabella, Enrique del Olmo como Deuteronomio (Gatusalém), Manuel Landeta como Munkustrap, Guillermo Hernández como Mistoffelees (Micifustófeles), Gabriel de Cervantes como Rum Tum Tugger (Pon Roc Terco), Lilia Sixtos como Demeter, Cecilia Huerta como Bombalurina, Simone Brook como Jennyanydots (Bombonachona), Javier Díaz Dueñas como Bustopher Jones (Gordocles Cruz) y Gus, Susana Zabaleta como Jellylorum (Agilorum), Maru Dueñas como Sillabub, Claudia Meyer como Victoria, Alejandro Treviño como Mungojerrie (Pingurriento), Alejandra Murga como Rumpleteazer (Rompetrizas), Armando Moreno como Skimbleshanks (Mirringo) y Ariel López Padilla como Macavity (Nefástulo), con Jeff Lee en la dirección, Richard Stafford a cargo de la coreografía y Willy Gutiérrez al frente de la orquesta como director musical. Tras su estancia en la capital, el espectáculo salió de gira por algunas ciudades mexicanas.
2013
Después de dos décadas de ausencia, Cats regresó a los escenarios mexicanos bajo la producción de Gerardo Quiroz, con un nuevo equipo creativo formado por Lilia Sixtos y Jaime Rojas en la dirección, Guillermo Téllez y Roberto Ayala en la coreografía, Salvador Núñez y Paulette Lemble en el diseño de escenografía, Marcela Valiente en el diseño de vestuario y Juan Manuel Míguez en la dirección musical. La traducción corrió de nuevo a cargo de Marco Villafán.
El estreno fue el 9 de mayo de 2013 en el Teatro San Rafael de Ciudad de México, donde se representó hasta el 15 de junio de 2014, además de realizar funciones puntuales en otras localidades mexicanas. El papel de Grizabella lo originaron las cantantes Filippa Giordano, Ana Cirré, Lila Deneken y Myriam Montemayor, acompañadas de Manuel Landeta como Deuteronomio, Julio Granados como Munkustrap, Orville Alvarado como Mistoffelees, Juan Carlos Casasola y Edgar Cañas alternándose como Rum Tum Tugger, Lisette Garzón y Carolina Laris alternándose como Demeter, Gloria Toba como Bombalurina, Maru Dueñas y Gloria Aura alternándose como Jennyanydots, Luis René Aguirre y Moisés Palacios alternándose como Bustopher Jones y Gus, Olivia Bucio como Jellylorum y Grizabella en algunas representaciones, Tzáitel Santini como Sillabub, Sofía Rozanes como Victoria, Dante Hernández como Mungojerrie, Paulina de la Barrera y Pahola Escalera alternándose como Rumpleteazer, Luigi Vidal como Skimbleshanks y Gerry Pérez como Macavity. 
Una vez concluida la andadura en el Teatro San Rafael, Cats se instaló por temporada limitada en el Centro Cultural de Ciudad de México entre el 19 de julio y el 14 de septiembre de 2014, y a continuación emprendió un tour por todo el país que finalizó con una nueva estancia en el Centro Cultural entre el 26 y el 30 de diciembre de ese mismo año, tras haber sido visto por 500 000 espectadores durante más de 400 funciones.
2018
Entre el 24 de octubre de 2018 y el 6 de octubre de 2019, Cats pudo verse en el Teatro Centenario Coyoacán de Ciudad de México, producido de nuevo por Gerardo Quiroz y protagonizado por cinco Grizabellas distintas: Yuri, Natalia Sosa, Ana Cirré, Rocío Banquells y Karen Espriu. Junto a ellas, Enrique del Olmo, Eduardo Manzano, Marco Salazar, Ricardo Carrillo, Raúl Coronado, Carolina Laris, Tanya Valenzuela, Cecilia Arias, Juan Carlos Casasola, Naydelin Navarrete, Andrea Díaz, Denisse Moore, Dante Hernández, Mariela Baqueiro, Axel Alcántara y Erny Cruz completaron el reparto. En esta ocasión también se intercalaron bolos en otras ciudades mexicanas paralelamente a las funciones en la capital.
Como despedida definitiva, el espectáculo realizó una gira entre el 12 de octubre y el 22 de diciembre de 2019, superando en total las 400 representaciones.

### Argentina
Una vez finalizada la andadura del montaje original mexicano, la misma empresa Televisa lo estrenó en el Teatro Lola Membrives de Buenos Aires, donde estuvo en cartel entre junio y noviembre de 1993, con dirección musical de Néstor Zadoff y un elenco argentino liderado por Diana María y Olivia Bucio alternándose como Grizabella, Alfredo Alessandro como Deuteronomio, Robertino Loras como Munkustrap, Miguel Ángel Elías como Mistoffelees, Eduardo Alfonsín como Rum Tum Tugger, Inés Dubini como Demeter, Silvia Aruj como Bombalurina, Patricia Clark como Jennyanydots, Martin O'Connor como Bustopher Jones y Gus, Conie Marino como Jellylorum, Mariela Bonilla como Sillabub, Patricia Belloni como Victoria, Gustavo Wons como Mungojerrie, Anahí Allué como Rumpleteazer, Darío Petruzio como Skimbleshanks y Diego Jaraz como Macavity.

### España
En España debutó el 17 de diciembre de 2003 en el Teatro Coliseum de Madrid, producido por las empresas CIE y Stage Entertainment, que por aquel entonces estaban asociadas bajo el nombre CIE Stage Holding. Con un presupuesto de 7,5 millones de euros, la puesta en escena española tuvo detrás al mismo equipo artístico que los montajes de Londres y Broadway, y como novedad respecto a las versiones latinoamericanas, incorporó una nueva adaptación de las letras al castellano firmada por Mariano Detry, más fiel al texto en inglés y que respetaba los nombres originales de los gatos.
Chrissie Cartwright (directora y coreógrafa asociada) y Daniel Bowling (supervisor musical) seleccionaron al reparto entre los más de 600 candidatos que se presentaron a las audiciones. El elenco incluyó, entre otros, a Helen de Quiroga como Grizabella, Pedro Ruy-Blas como Deuteronomio, Jack Rebaldi como Munkustrap (después de haber interpretado ese mismo personaje en Londres y Berlín), Víctor Ullate Roche como Mistoffelees, Edu Engonga como Rum Tum Tugger, Guadalupe Lancho como Demeter, Paqui Sánchez como Bombalurina, Marta Malone como Jennyanydots, Enrique Sequero como Bustopher Jones y Gus, Gorane Markínez como Jellylorum, Sandra Rausell como Jemima, Hugo Riveros como Mungojerrie, Raquel Grijalba como Rumpleteazer, Alberto Sánchez como Skimbleshanks y Pepe Muñoz como Macavity, con John O'Brien como director residente y Santiago Pérez al frente de la orquesta.
Cats se despidió de Madrid el 16 de enero de 2005, después de 405 funciones y habiendo recibido a cerca de 400 000 espectadores.

### Otras producciones
Cats se ha estrenado en países como Alemania, Argentina, Australia, Austria, Bélgica, Brasil, Bulgaria, Canadá, Catar, Chile, China, Colombia, Costa Rica, Corea del Sur, Dinamarca, Emiratos Árabes, España, Estados Unidos, Estonia, Filipinas, Finlandia, Francia, Grecia, Hungría, Irlanda, Israel, Italia, Japón, Líbano, Malasia, México, Noruega, Nueva Zelanda, Países Bajos, Panamá, Polonia, Portugal, Reino Unido, República Checa, República Dominicana, Rusia, Singapur, Sudáfrica, Suecia, Suiza, Tailandia, Taiwán o Venezuela, y ha sido traducido a multitud de idiomas. En total ha sido visto por más de 73 millones de personas en todo el mundo y su recaudación global supera los 3 500 millones de dólares.
La primera versión en alemán, que levantó el telón el 24 de septiembre de 1983 en el Theater an der Wien de Viena, contó con una joven Ute Lemper en el papel de Bombalurina. En el reparto también estuvo Steve Barton como Munkustrap, quien años después originaría el personaje de Raoul en las puestas en escena de El fantasma de la ópera en Londres y Broadway.
Algunas producciones en gira se representan en carpas móviles que se van desplazando de una ciudad a otra de forma que el musical puede llegar a lugares que no disponen de teatros adecuados para albergar un espectáculo de estas características.
El Teatro Municipal de Las Condes de Santiago de Chile acogió un montaje entre el 13 de marzo y el 4 de mayo de 2014, dirigido por Eduardo Yedro y protagonizado por Maribel Villarroel como Grizabella, Arturo Jiménez como Deuteronomio, Daniel Cárcamo como Munkustrap, Lucas Da Rosa como Mistoffelees, Andrés Zará como Rum Tum Tugger, Francisca Tapia como Demeter, Andrea Rodríguez como Bombalurina, Lorene Prieto como Jennyanydots, Andrés Sáez como Bustopher Jones y Gus, Alejandra Silva como Jellylorum, Eulie Fritis como Sillabub, Ethana Escalona como Victoria, Christian Ocaranza como Mungojerrie, Mariselba Silva como Rumpleteazer, Daniele Stefani como Skimbleshanks e Iván Antigual como Macavity.
En octubre de 2014, el espectáculo debutó en el barco Oasis of the Seas de la compañía de cruceros Royal Caribbean, como parte de su programación de musicales de Broadway.
Una producción inspirada en la cultura ballroom pudo verse entre el 13 de junio y el 8 de septiembre de 2024 en el Perelman Performing Arts Center de Nueva York, siendo el primer montaje en desmarcarse radicalmente del concepto original.

## Adaptaciones

### Película para vídeo
En 1998, Andrew Lloyd Webber produjo una película para el mercado doméstico basada en la versión teatral, con Elaine Paige (la Grizabella original de Londres), Ken Page (el Deuteronomio original de Broadway), John Mills (Gus) y varios intérpretes procedentes de diferentes puestas en escena internacionales. David Mallet se hizo cargo de la dirección, mientras que Gillian Lynne repitió como coreógrafa.
La película se rodó en el Adelphi Theatre de Londres, con una banda sonora completamente regrabada para la ocasión por una orquesta de setenta músicos, y fue editada en VHS y DVD, además de ser emitida por televisión. El equipo creativo buscó transmitir al espectador la sensación de estar viendo el musical en directo, mostrando el escenario desde varios ángulos y utilizando primeros planos.

### Adaptación cinematográfica
El director Tom Hooper fue el responsable de llevar Cats a la gran pantalla, cuyo estreno en cines tuvo lugar el 20 de diciembre de 2019. Escrito por Lee Hall y el propio Hooper, el filme contó con un reparto estelar encabezado por Jennifer Hudson como Grizabella, Judi Dench como una versión femenina de Deuteronomio, Jason Derulo como Rum Tum Tugger, Taylor Swift como Bombalurina, Rebel Wilson como Jennyanydots, James Corden como Bustopher Jones, Ian McKellen como Gus, Idris Elba como Macavity y Francesca Hayward como Victoria.
La cinta constituyó un sonoro fracaso de taquilla y fue masacrada por la crítica, que se ensañó especialmente con los efectos digitales y la inconsistencia del argumento. La música fue mejor recibida y el tema «Beautiful Ghosts», compuesto para la película por Andrew Lloyd Webber y la propia Taylor Swift, obtuvo una nominación en la 77.ª edición de los Globos de Oro.

## Números musicales
| Acto I                                                             |                                                                         |
| Título original                                                    | Título en España                                                        |
| «Overture»                                                         | «Obertura»                                                              |
| «Prologue: Jellicle Songs for Jellicle Cats»                       | «Prólogo: Canción jelical para un gato Jélico»                          |
| «The Naming of Cats»                                               | «El nombre de un gato»                                                  |
| «The Invitation to the Jellicle Ball»                              | «La invitación al baile jelical»                                        |
| «The Old Gumbie Cat»                                               | «La vieja gata marmota»                                                 |
| «The Rum Tum Tugger»                                               | «El Rum Tum Tugger»                                                     |
| «Grizabella, the Glamour Cat»                                      | «Grizabella, la bella flor»                                             |
| «Bustopher Jones: The Cat About Town»                              | «Bustopher Jones»                                                       |
| «Mungojerrie and Rumpleteazer»                                     | «Mungojerrie y Rumpleteazer»                                            |
| «Old Deuteronomy»                                                  | «El viejo Deuteronomio»                                                 |
| «The Awefull Battle of the Pekes and the Pollicles» §              | «La brutal batalla entre Pekis y Pólicos»                               |
| «The Jellicle Ball» *                                              | «El baile jelical»                                                      |
| «Memory»                                                           | «Recuerdo»                                                              |
| Acto II                                                            |                                                                         |
| Título original                                                    | Título en España                                                        |
| «The Moments of Happiness»                                         | «Los momentos de felicidad»                                             |
| «Gus: The Theatre Cat»                                             | «Gus: El gato del teatro»                                               |
| «Growltiger's Last Stand», including «The Ballad of Billy M'Caw» † | «La última proeza de Growltiger», incluyendo «La balada de Billy M'Caw» |
| «Skimbleshanks: The Railway Cat»                                   | «Skimbleshanks: El gato del tren»                                       |
| «Macavity: The Mystery Cat»                                        | «Macavity»                                                              |
| «Mr. Mistoffelees»                                                 | «Mr. Mistoffelees»                                                      |
| «Memory»                                                           | «Recuerdo»                                                              |
| «The Journey to the Heaviside Layer»                               | «El viaje al jardín celestial»                                          |
| «The Ad-Dressing of Cats»                                          | «Cómo tratar a un gato»                                                 |

§ Desplazado al segundo acto en el revival neoyorquino de 2016, sustituyendo a «Growltiger's Last Stand»
* A veces acreditado como «Song of the Jellicles and the Jellicle Ball»
† No incluido en la película para vídeo de 1998 y en determinadas producciones 

## Revisiones y material eliminado
Cats ha sido sometido a numerosos cambios desde su debut en el West End. Cuando el espectáculo dio el salto a Broadway, el libreto fue revisado y se introdujeron algunos cortes para adecuar el material al público estadounidense. Otros elementos fueron descartados durante el proceso de escritura de la obra, como es el caso del tema «Cat Morgan Introduces Himself». Esta canción pudo escucharse interpretada por el propio Andrew Lloyd Webber al finalizar la función 6 138 de la producción neoyorquina, momento en el que Cats se convirtió en el espectáculo de mayor permanencia en cartel en la historia de Broadway.

### «Growltiger's Last Stand»
El número musical «Growltiger's Last Stand» ha conocido diferentes versiones a lo largo de los años. En la puesta en escena original de Londres, el último dueto de Growltiger y Griddlebone incluido en esta secuencia era un poema inédito de T. S. Eliot titulado «The Ballad of Billy M'Caw». Sin embargo, para el estreno en Broadway, la balada fue reemplazada por «In Una Tepida Notte», una parodia de la ópera italiana con un mayor componente cómico. Esta nueva canción ha sido utilizada en muchos de los montajes posteriores, si bien en otros se mantiene «The Ballad of Billy M'Caw».
«Growltiger's Last Stand» ha sido objeto de polémica por sus connotaciones racistas. La letra original, tomada directamente del poema de T. S. Eliot, contenía el término ofensivo «chinks», que más tarde fue sustituido por «siamese». Además, los actores participantes en el número tenían que impostar acentos asiáticos para ponerse en la piel de los gatos siameses. En la película para vídeo de 1998, así como en algunas producciones actuales, la escena ha sido suprimida por completo.

### «Mungojerrie and Rumpleteazer»
En el primer montaje del West End, la canción «Mungojerrie and Rumpleteazer» era interpretada por los propios Mungojerrie y Rumpleteazer con un sonido más cercano al jazz y un ritmo menos acelerado. Cuando el espectáculo fue transferido a Broadway, Andrew Lloyd Webber compuso una nueva melodía de estilo vodevilesco que pasó a ser cantada por Mr. Mistoffelees mientras manipulaba a Mungojerrie y Rumpleteazer a modo de marionetas mágicas. Posteriormente, el tema fue reescrito de nuevo y volvió a ser interpretado por este dúo de gatos ladrones.

### Rum Tum Tugger
De cara al revival londinense de 2014 se introdujeron modificaciones en la escenografía y el vestuario de John Napier, con nuevas caracterizaciones para algunos personajes como Grizabella, Rum Tum Tugger o Growltiger. También se revisaron ciertos pasajes musicales, siendo el cambio más significativo en la canción «The Rum Tum Tugger», que incorporó fragmentos de rap para ajustarse a la nueva estética hip hop del gato Tugger. Las producciones de París, Londres y Australia estrenadas en 2015 utilizaron esta versión del personaje, mientras que el montaje neoyorquino de 2016 recuperó el concepto original.

### Coreografía
La reposición de Broadway de 2016 incluyó nuevas coreografías de Andy Blankenbuehler, quien añadió elementos hip hop y jazz a los icónicos números de baile creados por Gillian Lynne. Las aportaciones de Blankenbuehler fueron especialmente notables en los solos de personajes como Rum Tum Tugger o Mistoffelees, si bien en las secuencias corales se mantuvo fiel al trabajo de Lynne.

## Personajes

### Personajes principales
| Personaje        | Descripción |
| Asparagus (Gus)  | El gato del teatro, uno de los miembros más ancianos de la tribu. En el pasado fue un famoso actor. |
| Bombalurina      | Una gata coqueta y de pelaje rojizo que comparte con Demeter un odio especial hacia Macavity. |
| Bustopher Jones  | Un gato gordo de clase alta cuyo pelaje recuerda a un elegante frac con polainas. Respetado por todos, vive en St. James's Street y frecuenta los más sofisticados restaurantes. En la mayoría de las producciones Bustopher Jones y Gus son representados por el mismo actor, aunque en las primeras versiones del musical el papel corría a cargo del intérprete de Deuteronomio. |
| Demeter          | Una gata muy asustadiza que comparte con Bombalurina un odio especial hacia Macavity. |
| Deuteronomio     | El anciano patriarca de la tribu de los Jélicos, un gato sabio y justo al que todos respetan. |
| Griddlebone      | Una gata persa suave y blanca. Es la amante de Growltiger en la obra «Growltiger's Last Stand», donde ella canta «The Ballad of Billy M'Caw» o el aria italiana «In Una Tepida Notte», dependiendo de la producción. Normalmente es interpretada por la misma actriz que da vida a Jellylorum.                                                                                      |
| Grizabella       | En el pasado solía ser una gata glamurosa, aunque ahora ha perdido todo su brillo y lo único que quiere es ser aceptada. Grizabella abandonó la tribu cuando era joven para explorar el mundo, pero fue maltratada por la vida y se convirtió en una marginada en la sociedad de los gatos.                                                                                         |
| Growltiger       | Un personaje teatral que Gus interpretó de joven en la obra «Growltiger's Last Stand». En algunas producciones se le retrata como un despiadado pirata, pero en otras es más bien una parodia. Normalmente corre a cargo del mismo actor que da vida a Gus. |
| Jellylorum       | Una gata con instinto maternal que vigila a los miembros más jóvenes de la tribu y cuida del anciano Gus. |
| Jemima/Sillabub  | Joven e idealista, es la primera gata en aceptar a Grizabella. En la versión de Broadway pasó a llamarse Sillabub para evitar connotaciones racistas (Aunt Jemima es una controvertida marca de pancakes cuyo logotipo presenta a la típica criada afrodescendiente). |
| Jennyanydots     | La vieja gata marmota. Se pasa todo el día sentada, pero al llegar la noche manda sobre los ratones y las cucarachas, obligándoles a realizar tareas útiles y proyectos creativos en lugar de sus destructivos hábitos naturales. |
| Macavity         | El villano de la función, conocido como el «Napoleón del Crimen». Es una alusión literaria al Profesor Moriarty de Sherlock Holmes y normalmente lo interpreta el mismo actor que da vida a Admetus/Plato. |
| Mr. Mistoffelees | Un joven gato blanco y negro con poderes mágicos que no controla del todo. Su paso de baile característico consiste en veinticuatro fouettés en tournant consecutivos. En algunas producciones Mistoffelees tiene un alter ego llamado Quaxo, que aparece como un miembro del elenco a lo largo del espectáculo y va vestido un poco diferente.                                     |
| Mungojerrie      | Junto a Rumpleteazer forma un dúo de gatos ladrones que siempre están causando problemas. |
| Munkustrap       | El narrador del espectáculo, un gato gris y negro que cuenta la historia y además protege a la tribu de los Jélicos. Es el segundo al mando después del viejo Deuteronomio. |
| Rumpleteazer     | Junto a Mungojerrie forma un dúo de gatos ladrones que siempre están causando problemas. |
| Rum Tum Tugger   | Un enérgico gato que adora ser el centro de atención. Coqueto y sexual, se le reconoce por sus aires de estrella de rock, aunque en el revival londinense de 2014 y en algunas producciones posteriores lució una estética hip hop. |
| Skimbleshanks    | El gato del tren. Es un gato atigrado de color naranja y muy inquieto que vive en la estación supervisando todo, hasta el punto de que se le considera indispensable para el funcionamiento del ferrocarril. |
| Victoria         | Una gata blanca e inocente con un gran talento para la danza. Da comienzo oficialmente al baile jelical con su solo de ballet y también ejecuta un pas de deux con Plato durante la celebración. Es la segunda gata en aceptar a Grizabella y la primera en tocarla. |

### Otros personajes
| Personaje                | Descripción |
| Admetus/Plato            | Un gato adolescente rojo y blanco que normalmente es interpretado por el mismo actor que da vida a Macavity. Realiza un pas de deux con Victoria durante el número musical «The Jellicle Ball».                                                                               |
| Alonzo                   | Un gato blanco y negro que participa en la pelea contra Macavity. |
| Bill Bailey/Tumblebrutus | Un gato joven y juguetón que realiza acrobacias y tiene un gran talento para la danza. Su pelaje es de color blanco, con abundantes manchas marrones. |
| Carbucketty/Pouncival    | Un joven gato blanco y marrón, principalmente bailarín y acróbata. |
| Cassandra                | Una elegante gata abisinia de color marrón. |
| Coricopat y Tantomile    | Dos misteriosos gatos mellizos con habilidades psíquicas. |
| Electra                  | Una gata joven y reservada. Su pelaje es marrón, rojo y blanco. |
| Etcetera                 | Una gata joven e inmadura. Su pelaje es blanco, negro y marrón. |
| Exotica                  | Gata del elenco creada para la película de 1998. |
| George                   | Un gato del elenco que a menudo interpreta a Rumpus Cat en «The Awefull Battle of the Pekes and the Pollicles». |
| Genghis                  | El líder de la tripulación de gatos siameses que acaban con Growltiger. |
| Rumpus Cat               | Un gato de ojos rojos brillantes y el pelo en punta que aparece durante la representación de «The Awefull Battle of the Pekes and the Pollicles», considerado por los Jélicos como una especie de superhéroe. Normalmente es interpretado por alguno de los gatos del elenco. |
| Victor                   | Un gato atigrado con el pelaje blanco y marrón. |

## Repartos originales

### West End/Broadway
| Personaje              | West End (1981)   | Broadway (1982)   | West End (2014)          | West End (2015)      | Broadway (2016)         |
| Grizabella             | Elaine Paige      | Betty Buckley     | Nicole Scherzinger       | Beverley Knight      | Leona Lewis             |
| Deuteronomio           | Brian Blessed     | Ken Page          | Nicholas Pound           | Adam Linstead        | Quentin Earl Darrington |
| Munkustrap             | Jeff Shankley     | Harry Groener     | Callum Train             | Matt Krzan           | Andy Huntington Jones   |
| Mistoffelees           | Wayne Sleep       | Timothy Scott     | Joseph Poulton           | Mark John Richardson | Ricky Ubeda             |
| Rum Tum Tugger         | Paul Nicholas     | Terrence Mann     | Antoine Murray-Straughan | Marcquelle Ward      | Tyler Hanes             |
| Demeter                | Sharon Lee Hill   | Wendy Edmead      | Zizi Strallen            | Anna Woodside        | Kim Fauré               |
| Bombalurina            | Geraldine Gardner | Donna King        | Charlene Ford            | Emma Lee Clark       | Christine Cornish Smith |
| Jennyanydots           | Myra Sands        | Anna McNeely      | Laurie Scarth            | Jane Quinn           | Eloise Kropp            |
| Bustopher Jones        | Brian Blessed     | Stephen Hanan     | Paul F Monaghan          | Paul F Monaghan      | Christopher Gurr        |
| Gus/Growltiger         | Stephen Tate      | Stephen Hanan     | Paul F Monaghan          | Paul F Monaghan      | Christopher Gurr        |
| Jellylorum/Griddlebone | Susan Jane Tanner | Bonnie Simmons    | Clare Rickard            | Clare Rickard        | Sara Jean Ford          |
| Jemima/Sillabub        | Sarah Brightman   | Whitney Kershaw   | Natasha Mould            | Tarryn Gee           | Arianna Rosario         |
| Victoria               | Finola Hughes     | Cynthia Onrubia   | Hannah Kenna Thomas      | Hannah Kenna Thomas  | Georgina Pazcoguin      |
| Mungojerrie            | John Thornton     | René Clemente     | Benjamin Yates           | Harry Francis        | Jess LeProtto           |
| Rumpleteazer           | Bonnie Langford   | Christine Langner | Dawn Williams            | Georgie Leatherland  | Shonica Gooden          |
| Skimbleshanks          | Kenn Wells        | Reed Jones        | Ross Finnie              | Evan James           | Jeremy Davis            |
| Macavity               | John Thornton     | Kenneth Ard       | Cameron Ball             | Javier Cid           | Daniel Gaymon           |

### España/América Latina
| Personaje              | Ciudad de México (1991) | Buenos Aires (1993)      | Madrid (2003)       | Ciudad de México (2013)                                   | Ciudad de México (2018)          |
| Grizabella             | María del Sol           | Diana María Olivia Bucio | Helen de Quiroga    | Filippa Giordano Ana Cirré Lila Deneken Myriam Montemayor | Yuri Natalia Sosa Ana Cirré      |
| Deuteronomio           | Enrique del Olmo        | Alfredo Alessandro       | Pedro Ruy-Blas      | Manuel Landeta                                            | Enrique del Olmo Eduardo Manzano |
| Munkustrap             | Manuel Landeta          | Robertino Loras          | Jack Rebaldi        | Julio Granados                                            | Marco Salazar                    |
| Mistoffelees           | Guillermo Hernández     | Miguel Ángel Elías       | Víctor Ullate Roche | Orville Alvarado                                          | Ricardo Carrillo                 |
| Rum Tum Tugger         | Gabriel de Cervantes    | Eduardo Alfonsín         | Edu Engonga         | Juan Carlos Casasola Edgar Cañas                          | Raúl Coronado                    |
| Demeter                | Lilia Sixtos            | Inés Dubini              | Guadalupe Lancho    | Lisette Garzón Carolina Laris                             | Carolina Laris                   |
| Bombalurina            | Cecilia Huerta          | Silvia Aruj              | Paqui Sánchez       | Gloria Toba                                               | Tanya Valenzuela                 |
| Jennyanydots           | Simone Brook            | Patricia Clark           | Marta Malone        | Maru Dueñas Gloria Aura                                   | Cecilia Arias                    |
| Bustopher Jones        | Javier Díaz Dueñas      | Martin O'Connor          | Enrique Sequero     | Luis René Aguirre Moisés Palacios                         | Juan Carlos Casasola             |
| Gus/Growltiger         | Javier Díaz Dueñas      | Martin O'Connor          | Enrique Sequero     | Luis René Aguirre Moisés Palacios                         | Juan Carlos Casasola             |
| Jellylorum/Griddlebone | Susana Zabaleta         | Conie Marino             | Gorane Markínez     | Olivia Bucio                                              | Naydelin Navarrete               |
| Jemima/Sillabub        | Maru Dueñas             | Mariela Bonilla          | Sandra Rausell      | Tzáitel Santini                                           | Andrea Díaz                      |
| Victoria               | Claudia Meyer           | Patricia Belloni         | Teresa Cora         | Sofía Rozanes                                             | Denisse Moore                    |
| Mungojerrie            | Alejandro Treviño       | Gustavo Wons             | Hugo Riveros        | Dante Hernández                                           | Dante Hernández                  |
| Rumpleteazer           | Alejandra Murga         | Anahí Allué              | Raquel Grijalba     | Paulina de la Barrera Pahola Escalera                     | Mariela Baqueiro                 |
| Skimbleshanks          | Armando Moreno          | Darío Petruzio           | Alberto Sánchez     | Luigi Vidal                                               | Axel Alcántara                   |
| Macavity               | Ariel López Padilla     | Diego Jaraz              | Pepe Muñoz          | Gerry Pérez                                               | Erny Cruz                        |

Reemplazos destacados en Madrid (2003-2005)
- Mistoffelees: Alberto Pineda
- Rum Tum Tugger: David Ordinas
- Rumpleteazer: Isabel Olivera

Reemplazos destacados en México (2013-2014)
- Grizabella: Natalia Sosa, Rocío Banquells, Lisset
- Deuteronomio: Francisco Céspedes, Enrique del Olmo, Víctor Manzur, Jaime Rojas

Reemplazos destacados en México (2018-2019)
- Grizabella: Rocío Banquells, Karen Espriu
- Deuteronomio: Jaime Rojas

## Grabaciones
Existen multitud de álbumes interpretados en sus respectivos idiomas por los elencos de los diferentes montajes que se han estrenado a lo largo de todo el mundo, además de la banda sonora de la adaptación cinematográfica y algunas grabaciones de estudio.
El único álbum editado en español es una selección de highlights del reparto original mexicano de 1991, aunque también existe una versión del tema «Memory» por Helen de Quiroga (Grizabella) y Sandra Rausell (Jemima), que se grabó para promocionar la producción de Madrid de 2003.

## Premios y nominaciones

### Producción original del West End
| Año  | Premio                         | Categoría                     | Nominado                      | Resultado |
| ---- | ------------------------------ | ----------------------------- | ----------------------------- | --------- |
| 1981 | Evening Standard Theatre Award | Mejor musical                 | Mejor musical                 | Ganador   |
| 1981 | Olivier Award                  | Actor del año en un musical   | Brian Blessed                 | Nominado  |
| 1981 | Olivier Award                  | Actor del año en un musical   | Wayne Sleep                   | Nominado  |
| 1981 | Olivier Award                  | Mejor musical nuevo           | Mejor musical nuevo           | Ganador   |
| 1981 | Olivier Award                  | Diseñador del año             | John Napier                   | Nominado  |
| 1981 | Olivier Award                  | Director del año              | Trevor Nunn                   | Nominado  |
| 1981 | Olivier Award                  | Mejor logro en un musical     | Gillian Lynne                 | Ganadora  |
| 1982 | Ivor Novello Award             | Mejor musical británico       | Mejor musical británico       | Ganador   |
| 1982 | Ivor Novello Award             | Mejor canción                 | «Memory»                      | Ganadora  |
| 1983 | Grammy Award                   | Mejor álbum de teatro musical | Mejor álbum de teatro musical | Nominado  |

### Producción original de Broadway
| Año  | Premio                     | Categoría                             | Nominado                         | Resultado |
| ---- | -------------------------- | ------------------------------------- | -------------------------------- | --------- |
| 1983 | Drama Desk Award           | Mejor actriz en un musical            | Betty Buckley                    | Nominada  |
| 1983 | Drama Desk Award           | Mejor diseño de vestuario             | John Napier                      | Ganador   |
| 1983 | Drama Desk Award           | Mejor diseño de iluminación           | David Hersey                     | Ganador   |
| 1983 | Drama Desk Award           | Mejores letras                        | T. S. Eliot                      | Nominado  |
| 1983 | Drama Desk Award           | Mejor música                          | Andrew Lloyd Webber              | Ganador   |
| 1983 | Outer Critics Circle Award | Mejor musical de Broadway             | Mejor musical de Broadway        | Ganador   |
| 1983 | Tony Award                 | Mejor musical                         | Mejor musical                    | Ganador   |
| 1983 | Tony Award                 | Mejor libreto de un musical           | T. S. Eliot                      | Ganador   |
| 1983 | Tony Award                 | Mejor música original                 | Andrew Lloyd Webber, T. S. Eliot | Ganadores |
| 1983 | Tony Award                 | Mejor actor de reparto en un musical  | Harry Groener                    | Nominado  |
| 1983 | Tony Award                 | Mejor actor de reparto en un musical  | Stephen Hanan                    | Nominado  |
| 1983 | Tony Award                 | Mejor actriz de reparto en un musical | Betty Buckley                    | Ganadora  |
| 1983 | Tony Award                 | Mejor dirección en un musical         | Trevor Nunn                      | Ganador   |
| 1983 | Tony Award                 | Mejor coreografía                     | Gillian Lynne                    | Nominada  |
| 1983 | Tony Award                 | Mejor diseño de escenografía          | John Napier                      | Nominado  |
| 1983 | Tony Award                 | Mejor diseño de vestuario             | John Napier                      | Ganador   |
| 1983 | Tony Award                 | Mejor diseño de iluminación           | David Hersey                     | Ganador   |
| 1984 | Grammy Award               | Mejor álbum de teatro musical         | Mejor álbum de teatro musical    | Ganador   |

### Producción del West End de 2014
| Año  | Premio        | Categoría                             | Nominado                    | Resultado |
| ---- | ------------- | ------------------------------------- | --------------------------- | --------- |
| 2015 | Olivier Award | Mejor revival de un musical           | Mejor revival de un musical | Nominado  |
| 2015 | Olivier Award | Mejor actriz de reparto en un musical | Nicole Scherzinger          | Nominada  |

### Producción de Broadway de 2016
| Año  | Premio             | Categoría                                     | Nominado                                     | Resultado |
| ---- | ------------------ | --------------------------------------------- | -------------------------------------------- | --------- |
| 2017 | Drama Desk Award   | Mejor diseño de sonido en un musical          | Mick Potter                                  | Nominado  |
| 2017 | Drama League Award | Mejor revival de un musical                   | Mejor revival de un musical                  | Nominado  |
| 2017 | Chita Rivera Award | Mejor ensamble en un espectáculo de Broadway  | Mejor ensamble en un espectáculo de Broadway | Nominado  |
| 2017 | Chita Rivera Award | Mejor bailarín en un espectáculo de Broadway  | Tyler Hanes                                  | Nominado  |
| 2017 | Chita Rivera Award | Mejor bailarín en un espectáculo de Broadway  | Ricky Ubeda                                  | Nominado  |
| 2017 | Chita Rivera Award | Mejor bailarina en un espectáculo de Broadway | Eloise Kropp                                 | Nominada  |
| 2017 | Chita Rivera Award | Mejor bailarina en un espectáculo de Broadway | Georgina Pazcoguin                           | Nominada  |
| 2017 | Chita Rivera Award | Mejor bailarina en un espectáculo de Broadway | Christine Cornish Smith                      | Nominada  |